# 三光汽船 (尾道市)
三光汽船株式会社（さんこうきせん）は、広島県尾道市因島洲江町（生口島）に本社を置く、海運会社。

## 概要
洲江港（生口島） - 小漕港（岩城島）航路、赤崎港（生口島） - 金山港（因島）航路でフェリーを運航している。
東京都に本社がある同名の海運会社三光汽船は別法人であり、直接の関係はない。

## 航路

### 運航中の航路
- 洲江（生口島） - 小漕（岩城島）

小漕 発 6時30分から20時00分、洲江 発 6時40分から20時10分まで運航。所要時間約5分。
片道運賃は、大人150円、自動車は3mまで850円、11m超から12mまで2,880円。日帰りの場合は往復割引も利用可能。
2003年（平成15年）6月3日、新造船「香川丸」が同航路に就航した。予備船として、2016年（平成28年）4月には「夢運便（ゆめはこびん）」を建造した。
- 赤崎（生口島） - 金山（因島）

赤崎 発 6時50分から18時50分、金山 発 7時00分から19時00分まで運航。1月1日から1月3日までと土曜日、日曜日、祝日は全便運休。
片道運賃は大人80円、普通・軽自動車200円。並行する生口橋の平日通行料金（普通車290円、軽自動車270円）より安いことをセールスポイントにしている。
2009年（平成21年）6月2日、中国運輸局に日曜日を全便運休する運航計画変更申請書を提出した。同年7月1日から日曜日は全便運休するようになった。1997年（平成9年）3月より、新造船「第三いんのしま」が就航している。

### 過去の航路
- 尾道（新浜） - 重井東（因島）

1984年7月1日運航開始、2000年6月まで運航
- 土生（因島） - 田熊（因島） - 洲江（生口島） - 岩城造船（岩城島） - 小漕（岩城島） - 原（生口島）[7]

現在の小漕 - 洲江航路の原形となった旅客船航路。全線11.2km
- 金山（因島） - 洲江（生口島） (- 小漕)

フェリー航路。2008年5月まで運航

## 船舶

### 就航中の船舶
- 第三いんのしま (2代)

1997年竣工、神原造船建造（第492番船）
98総トン、登録長21.47m、型幅10.50m、型深さ2.58m、ディーゼル1基、旅客定員96名
- 香川丸

196総トン、航海速力8.5ノット、旅客定員289名
- 夢運便（貸切船・予備船）

2016年竣工、神原造船建造（第752番船）
199総トン、旅客定員300名

### 過去の船舶
- 第二いくち[9]

1969年3月竣工、備南船舶工業建造
183.97総トン、全長32.50m、型幅7.80m、型深さ2.80m、ディーゼル1基、機関出力500ps、航海速力11ノット、旅客定員95名、4tトラック8台
- 第101松大丸[7]

もと宮島松大観光船
40.42総トン、旅客定員96名
- やえしま[7]

1970年3月進水、もと安芸津フェリー
75.00総トン、ディーゼル1基、機関出力350ps、航海速力10.5ノット、旅客定員96名、トラック5台
- 第一いんのしま (初代)[10]

1967年12月竣工、田熊造船建造、もと因島市営フェリー。引退後、家老渡フェリー汽船に売船、「第二きりしま」に改造
114.76総トン、全長25.80m、型幅8.20m、型深さ1.95m、ディーゼル1基、機関出力160ps、航海速力7.5ノット、旅客定員105名
- かみしま[10]

1970年6月竣工、木曽積造船建造、もと大崎汽船
165.22総トン、全長32.50m、型幅7.80m、型深さ2.48m、ディーゼル1基、機関出力500ps、航海速力11.0ノット、旅客定員96名、トラック7台
- 第三こふじ[10]

1972年竣工、2000年6月30日引退、今村造船所建造（第178番船）、個人船主(現・似島汽船)から買船
197.12→242総トン、全長41.00m、型幅8.20m、型深さ2.90m、ディーゼル1基、機関出力720PS、航海速力11.0ノット、旅客定員552名(車両非搭載時)
- 第二やえしま → 第一いんのしま (2代)[12]

1970年12月竣工、備南船舶工業建造、元・安芸津フェリー
197.85総トン、全長32.00m、型幅7.80m、型深さ2.80m、ディーゼル1基、機関出力700PS、航海速力11.0ノット、旅客定員100名、大型トラック4台または乗用車15台
- しらたき[13]

1972年11月竣工、備南船舶工業建造、もと因島汽船「第十はぶ丸」
194.66総トン、全長32.31m、型幅7.80m、型深さ2.90m、ディーゼル1基、機関出力700ps、航海速力10ノット、旅客定員155名、乗用車20台または8tトラック4台
- 第三いんのしま (初代)[13]

1965年5月進水、もと岩城フェリー、引退後北木フェリーに売船、「第三こくさい丸」に改名
99.77総トン
- 第二いんのしま[12]

1971年12月竣工、2016年引退、神原造船建造（第177番船）、元・宮島松大観光船「第二いつくしま」
199.37総トン、全長33.80m、型幅10.00m、型深さ2.90m、ディーゼル1基、機関出力500PS、航海速力8.0ノット、旅客定員261名、大型車4台